# プロビデンス (コミック)
『プロビデンス』(Providence) は、アラン・ムーア原作、ジェイセン・バロウズ作画によるコミック作品。クトゥルー神話の始祖として知られる20世紀初期の作家H・P・ラヴクラフトの作品群を再解釈したストーリーで、ムーアが1980年代に行ったスーパーヒーロー・ジャンルの再解釈になぞらえて「ホラーの『ウォッチメン』」と呼ばれることがある。2003年の『中庭』、2010年の『ネオノミコン』に続くシリーズ最終作で、2015年から2017年にかけて米国のアバター・プレスから全12号のコミックブックシリーズとして刊行された。日本語版は「ネオノミコンシリーズ」の第2巻から第4巻として、2022年から2024年にかけて国書刊行会から単行本が刊行された。

## あらすじ
20世紀初頭の米国ニューイングランド地域を舞台に、新聞記者ロバート・ブラックが各地の隠秘学者を取材する様子が描かれる（作中の出来事や人物はいずれも実在の作家H・P・ラヴクラフトによる小説作品がモデルになっている）。同性愛者であることを秘密にしているブラックは、ただ自身のように社会の隅に追いやられた者たちに出会うことを期待していたのだが、旅の過程で不可解な現象に遭遇するうちに、歴史の表層の下には抑圧された無意識のような巨大な底流が存在することが明らかになってくる。やがてブラックは無名の作家H・P・ラヴクラフトと知り合い、それによって世界の行く末を決定的に変えることになる。

## 各話の内容

### 第1章 黄色い印

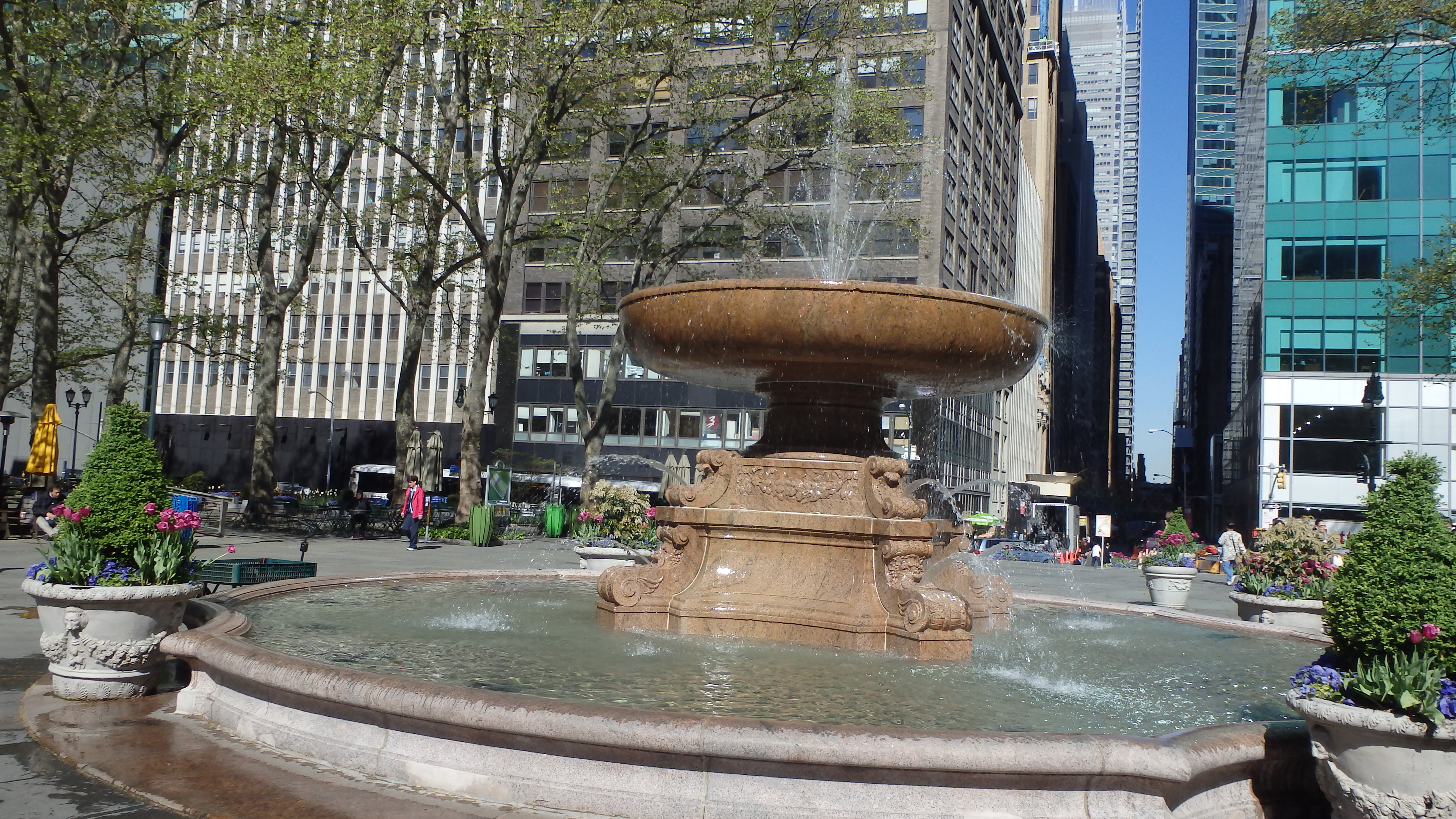
冒頭第1ページの背景となるニューヨークのブライアント・パーク。

1919年。新聞記者で小説家志望のロバート・ブラックは、隠秘学について教えを乞うため識者の医師アルバレズを訪ねる。アルバレズはアラビア語の古文書に人の寿命を延ばす方法が複数書かれていることを語り、ブラックは興味を引かれる。新聞社に戻ったブラックは、同性愛者であることが明るみに出ないように関係を絶ったばかりの恋人が自殺したことを耳にする。ブラックは心を乱され、米国社会の裏に潜む隠秘主義者たちを取材して通常の世界からは見えない存在となっているはぐれ者たちのメタファーとして小説化することを思い立つ。
章タイトルはロバート・チェンバースの小説『黄衣の王』からの引用。アルバレズは短編小説「冷気」の登場人物ムニョスがモデルとなっている。Kitab Al-Hikmah Al-Najmiyya（星々の智慧の書）と呼ばれる古文書は、ラヴクラフトが創作した魔術書「ネクロノミコン」に相当する。

### 第2章 ザ・フック

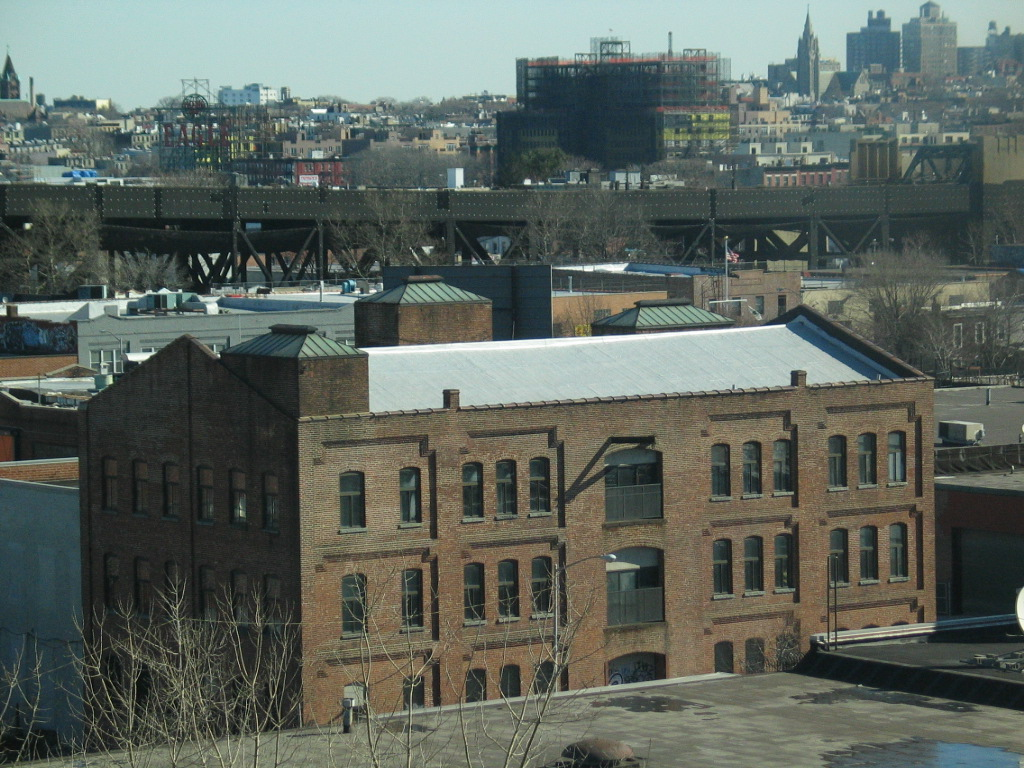
実在のレッドフック地区。

ブラックは古文書の手がかりを辿ってブルックリンのレッドフック地区に好事家ロバート・サイダムを訪ねる。サイダムはマサチューセッツ州セーラムに古文書の英訳写本があることと、同書を崇める隠秘学結社ステラ・サピエンテの存在を語る。サイダムが席を外した間に地下室に足を踏み入れたブラックは、蛍光を発する女性型の怪物に襲われて気を失う。元の部屋で目を覚ましたブラックは見たものを夢だと解釈する。
この号に登場する人物や怪異は短編「レッド・フックの恐怖」から取られている。

### 第3章 潜み棲む恐怖

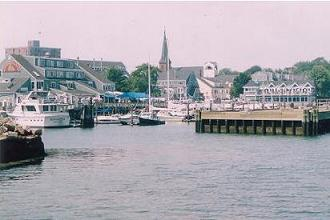
マサチューセッツ州の港町セーラム。

ブラックはセーラムに向かい、骨董商トビト・ボッグズを訪ねる。ボッグズとその顧客たちはブラックの来訪を予期していたかのような態度を取る。かつてボッグズの祖父もステラ・サピエンテの会員だったが、移民の女性と結婚したことで差別されて縁が切れたのだという。町には魚のような独特の容貌の住民が多く、その夜ブラックは、同性愛者たちと並んで人面魚たちが冷然とガス室で殺戮されるイメージを夢に見る。
章タイトルは同題の小説作品から。本作のセーラムは「インスマスの影」で語られた架空の港町インスマスがモデルにされている。トビト・ボッグズはインスマスのオーベッド・マーシュ一族と関連がある。

### 第4章 白い猿たち

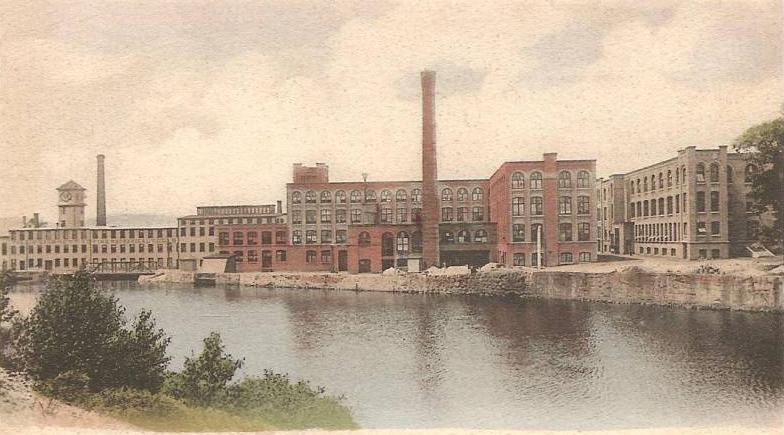
第4章の舞台となるマサチューセッツ州アソール。

ボッグズから紹介された世捨て人ガーランド・ホイートリーによると、ステラ・サピエンテはかつて「救世主の予言」を成就させるため何らかの計画を遂行し、用済みになった写本を地域の大学に寄贈した。ホイートリー自身は別の計画を提案したため異端とされて除名されていた。ブラックはホイートリーの娘と孫息子に引き合わされ、近親相姦を疑う。孫息子は年齢に似合わない異様な風体で、ブラックを自分たちの「競争相手」の「先触れ」と呼ぶ。ブラックはその意味を理解せず、その家にもう一人の目に見えない超常的な存在がいたことにも気づかなかった。
章タイトルは「アーサー・ジャーミン卿の秘密」の別題の引用。ホイートリー家の設定は「ダンウィッチの怪」のウェイトリー家に基づいている。

### 第5章 壁の中

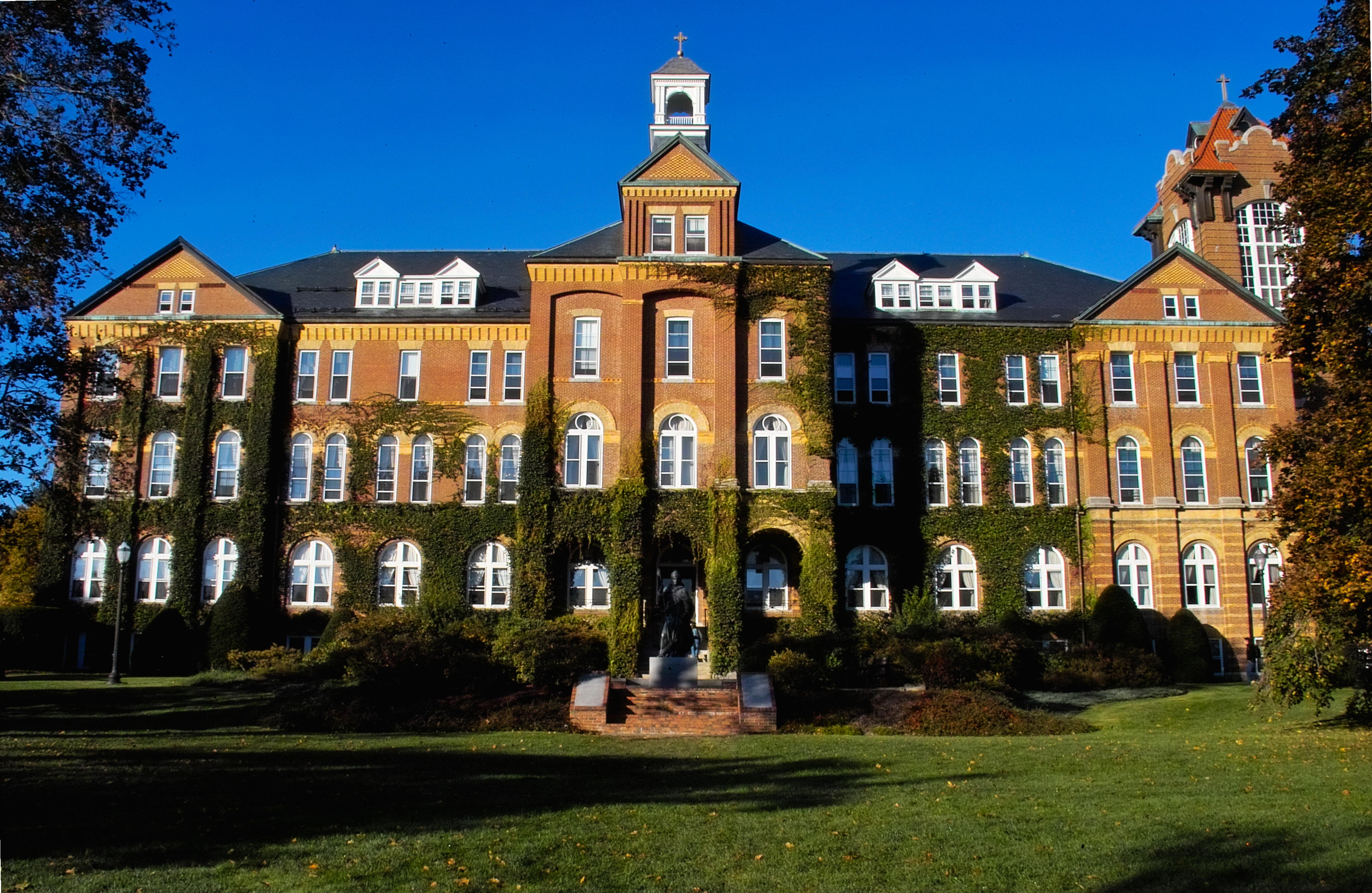
ブラックが訪問するセント・アンセルム大学（写真はアラムナイ・ホール）はこの世界におけるミスカトニック大学である。

ブラックは写本が所蔵されている大学に向かい、近隣で老婦人ヘキザイア・メイシーが営む下宿に投宿する。その夜半、ブラックの寝室をメイシーが魔女のような姿で訪れる。メイシーやその同類たちはそれぞれ異なった方法で死を克服し、長い年月を生き延びてきた。彼らはただブラックに自らの存在を知って欲しいのだという。肝をつぶしたブラックは屋敷を逃れ、知り合ったばかりの大学助手ヘクター・ノースの家に逃げ込む。
章タイトルは「壁のなかの鼠」から取られている。ヘキザイア・メイシーは「魔女の家の夢」のキザイア・メイスンを模しており、ヘクター・ノースは「死体蘇生者ハーバート・ウェスト」に当たる。

### 第6章 時間の外
ブラックは大学で古文書の英訳写本を閲覧する。そこには救世主とその先触れの出現が予言されていた。ブラックは世界の終末と新生、そしてそれを妨げる手段について書かれた一節に目を引かれ、日誌に書き写す。現実感覚を失ないながら図書館を出たブラックは、13歳にして大学で学ぶ少女エルスペス・ウェイドと行き会い、そのアパートに誘い込まれる。エルスペスの正体は遥か昔から意識を他人の肉体に移しながら生きてきた長命者だった。ブラックは一時的に肉体を交換され、自身の男根によって強姦される。
章タイトルは「時間からの影」の原題に由来する。エルスペスは「戸口にあらわれたもの」のアセナス・ウェイトに当たる。

### 第7章 絵
ブラックは錯乱しながらボストンに向かい、ステラ・サピエンテと関わりがあった幻想画家ロナルド・ピットマンを訪ねる。ピットマンはブラックに同情し、隠秘主義者たちが夢を通じて人の精神に影響を与えることを明かすと、自身がインスピレーションを得る方法を体験させようと申し出る。暗い地下室に誘われたブラックの目の前に巨大な食屍鬼が姿を現し、親しげに言葉を発する。階上に戻ったブラックは、すべての怪奇体験を催眠術による深層心理のいたずらと解釈する。
ピットマンは「ピックマンのモデル」で登場したリチャード・アプトン・ピックマンに当たる。

### 第8章 鍵
ピットマンから紹介された作家ランドール・カーヴァーは現実と夢世界を往還する方法を研究していた。ブラックは瞑想の中でカーヴァーとともに地下への階段を下り、蝙蝠のような怪物が飛び交う夢世界の入り口を垣間見る。
ボストン滞在中のある晩、ブラックは幻想小説家ロード・ダンセイニの朗読会に参加する。そこで出会ったアマチュア作家H・P・ラヴクラフトと意気投合し、ロードアイランド州プロビデンスにある住まいを訪ねていく約束をする。
ランドール・カーヴァーはラヴクラフト作品の多くに登場するランドルフ・カーターに当たる。章タイトルは「銀の鍵」「銀の鍵の門を越えて」の引用。

### 第9章 アウトサイダー

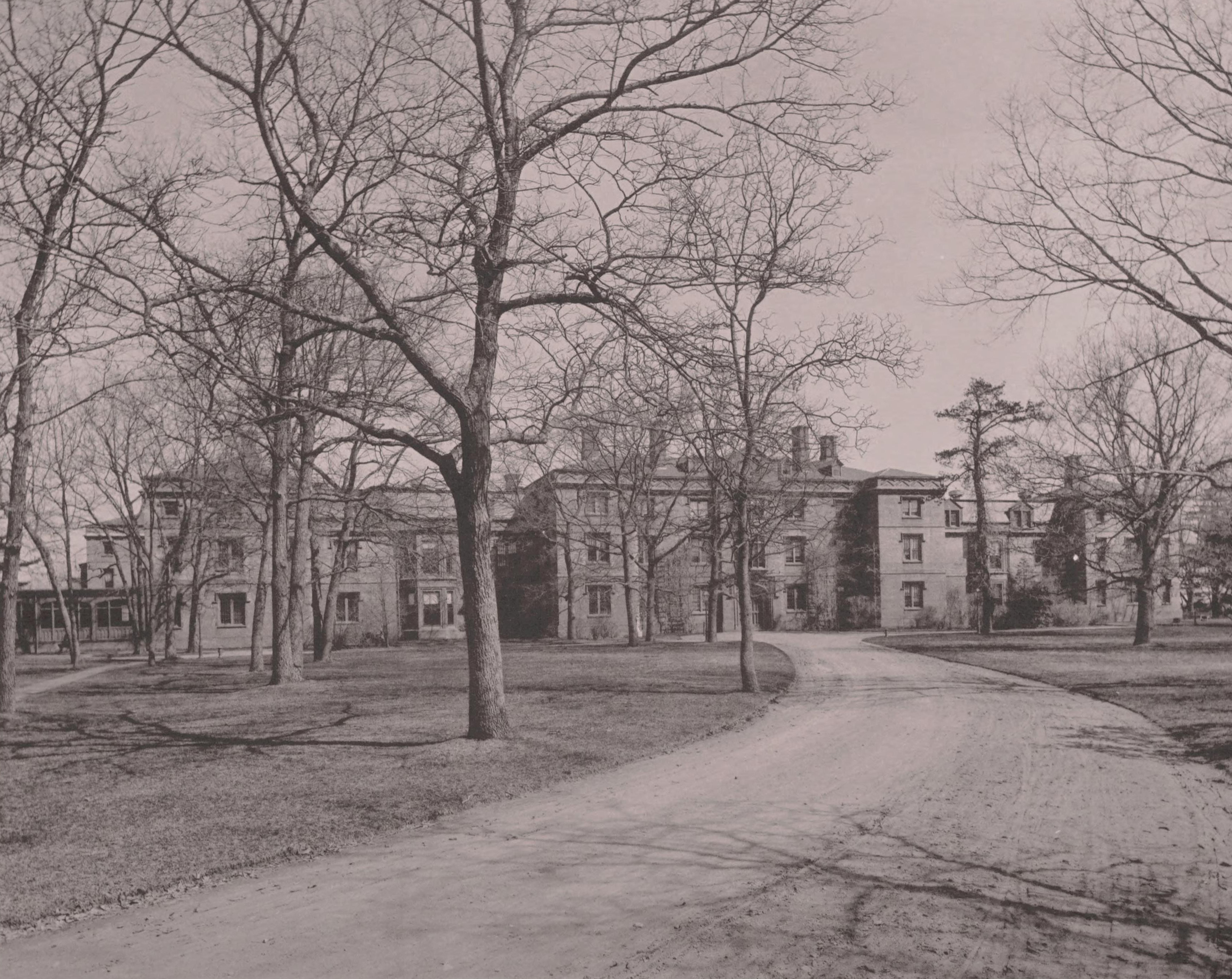
ラヴクラフトの母親はプロビデンスのバトラー精神病院（写真は1891年）に入院している。

プロビデンスに到着したブラックは、当地に住むステラ・サピエンテの一員ヘンリー・アーンズリーを取材する。アーンズリーは結社の活動について率直に語るが、ブラックはその表層しか理解しない。その後ブラックはラヴクラフトを訪ね、親交を深める。二人の周囲には常に不可視の異様な生物たちが浮遊しているのだが、ブラックがそれに気づくことはなかった。
章タイトルは短編「アウトサイダー」からの引用。ヘンリー・アーンズリーは「彼方より」に登場するクロフォード・ティリンギャーストに当たる。

### 第10章 魔の宮殿

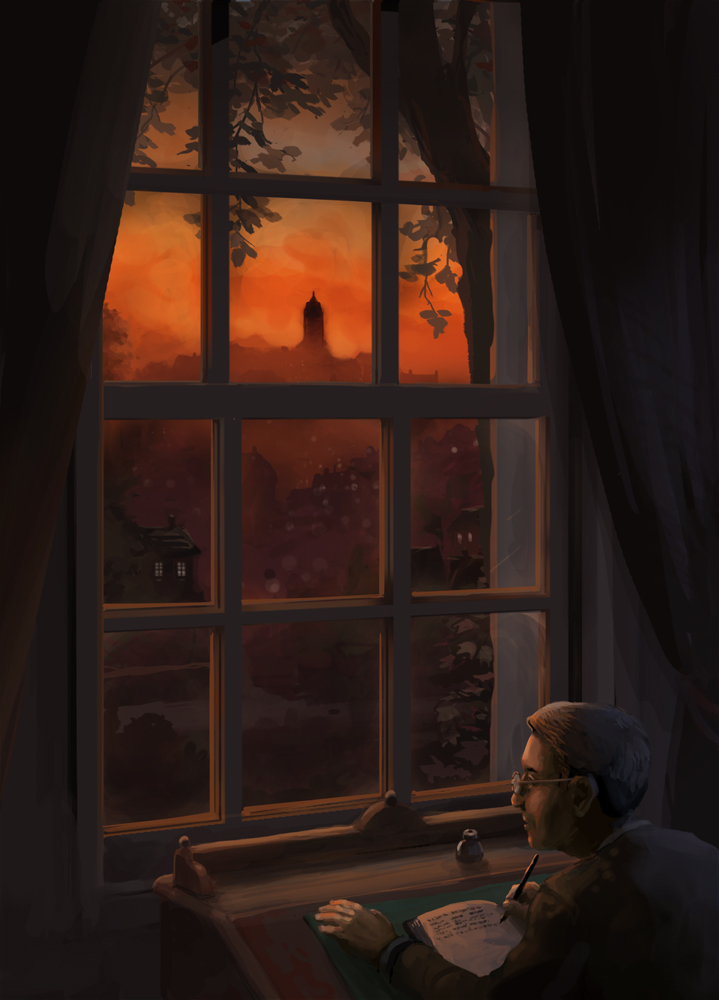
「闇をさまようもの」の主人公と同じく、ブラックは夜に自室で手記を書きつける。

ラヴクラフトはブラックが各地での体験を記録した日誌を借り受けて読み、生涯にわたる創作活動のインスピレーションを受ける。それを喜んだブラックだったが、ふとした会話の中でラヴクラフトの亡父がステラ・サピエンテの一員だったことに気づく。それをきっかけにブラックの中で断片的な事実が符合し始める。過去数世紀にわたる結社の活動には、現実によって抑圧されて夢となっている世界を復権させるという目的が貫かれていた。その帰結として計画的な受胎によって生み出された「救世主」がラヴクラフトだった。夢の世界はブラックを介してラヴクラフトに伝えられ、物語として語られることでこの世に生み出されることになる。
何も知らないラヴクラフトと別れて宿に戻ったブラックの前にナイアルラトホテップを名乗る男性が時空を超えて現れ、先触れの役割を果たした労いとしてブラックに口淫をほどこす。
章タイトルはエドガー・アラン・ポーの小説「アッシャー家の崩壊」に含まれる詩の題の引用。この号でのブラックの経験は「闇をさまようもの」の主人公ロバート・ブレイクの運命に対応する。

### 第11章 名状しがたいもの
ブラックは旅の初めに出会った刑事に手記を託し、自ら命を絶つ。それから100年ほどの間に起きたことが圧縮して語られる。ブラックが出会った隠秘主義者たちの一部は長命術の継続に失敗して人知れず消滅し、セーラムの「移民」たちやホイートリー家の「予言者」は当局に存在を察知されて掃討される。ラヴクラフトも自らの運命に気づかないまま無名のカルト作家として早世する。しかしその作品世界はオーガスト・ダーレスら同時代の作家の間に根付き、「クトゥルー神話」として現代文化の隅々に浸透していく。それを真実だと信じる者も現れるようになる。
やがてシリーズ前編で語られた出来事が起きる。FBI捜査官メリル・ブレアーズはオカルト信者に拘束され、魚人と番わされて子どもを宿した。その胎児こそが、未だ眠りの中にあるクトゥルーその人だった。誕生が近づくにつれて、世界各地でクトゥルー神話が現実化したかのような天変地異が起き始める。

### 第12章 本
FBIでブレアーズの上官だったカール・パールマンは警察に保管されていたロバート・ブラックの手記を読み、異界からの侵略者がラヴクラフトの著作をミーム兵器として人類の集合的無意識を攻撃していると結論付ける。対抗手段を探すパールマンは、導かれるように、ステラ・サピエンテの生き残りたちとブレアーズのもとにたどり着く。パールマンの眼前でクトゥルーが産み落とされ、現世は夢と入れ替わる。パールマンはブラックの手記にアポカリプスを覆す手段が記録されていることを指摘するが、わずかに残った一般人たちは奇妙な平静さで世界の変容を受け入れている。パールマンは手記を引き裂いて捨てる。

## 登場人物

### 過去（1919年）

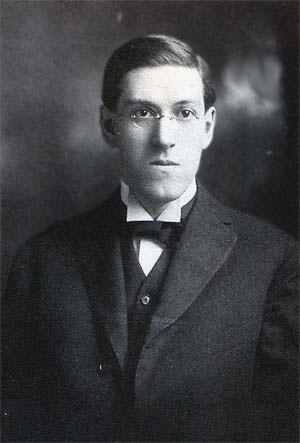
H・P・ラヴクラフト (1915)。

ロバート・ブラック
ニューヨーク・ヘラルド紙に勤める新聞記者。ゲイでユダヤ人であることを周囲に隠している。文学趣味があり、アウトサイダーの視点からアメリカ社会を描く小説を書こうとする。表面的には温和で礼儀正しいが、内心では下世話で辛辣な面がある。
ハワード・フィリップス・ラヴクラフト
ロードアイランド州プロビデンスに住む作家の卵。本作の時点では20代の末で、同人雑誌に小説を発表し始めたばかりである。

### ステラ・サピエンテ
エチエンヌ・ルーレ
1686年に『星々の智慧の書』と呼ばれる古文書を携えてフランスから米国に渡ってきた隠秘主義者。同年にステラ・サピエンテ結社を創立した。他人の肉体に意識を移すことで現在まで生き続けている。数世紀にわたる計画を通じて邪神クトゥルーをこの世に現出させ、アーンズリーやオーンとともに世界の新生を見届ける。実在のラヴクラフト作品「忌まれた家」に登場する人物がモデルと見られる。
シャドラック・アーンズリー
ルーレを旧大陸から米国に運んできた船長で、ステラ・サピエンテの初期メンバーの一人。古文書から学んだ人肉食によって長命を保っている。短編小説「家のなかの絵」の食人者に当たる。
インクリース・オーン
短編小説「恐ろしい老人」に登場する老人に当たる。小さな瓶に人間の意識を封じ込めることを好む。

### 現代
メリル・ブレアーズ
前作『ネオノミコン』の主人公。FBI捜査官。性依存、アルコール依存、自尊心低下の問題に悩まされていたが、カルト集団を潜入捜査中にレイプされて妊娠してから人が変わったようになった。
カール・パールマン
FBI長官。部下のブレアーズが精神的に不安定だった時期に関係を持ったことがある。ブレアーズを危険な任務に就けたことに責任を感じている。
ジョニー・カルコサ
FBIの捜査対象だった男性。常にバンダナのようなもので顔の下半分を隠しており、摩擦音の多い独特の喋り方をする。「ナイアルラトホテップの化身」としてブレアーズの夢の中に現れ、神聖受胎を祝福した。

## 制作背景

### 原作

#### 執筆までの経緯

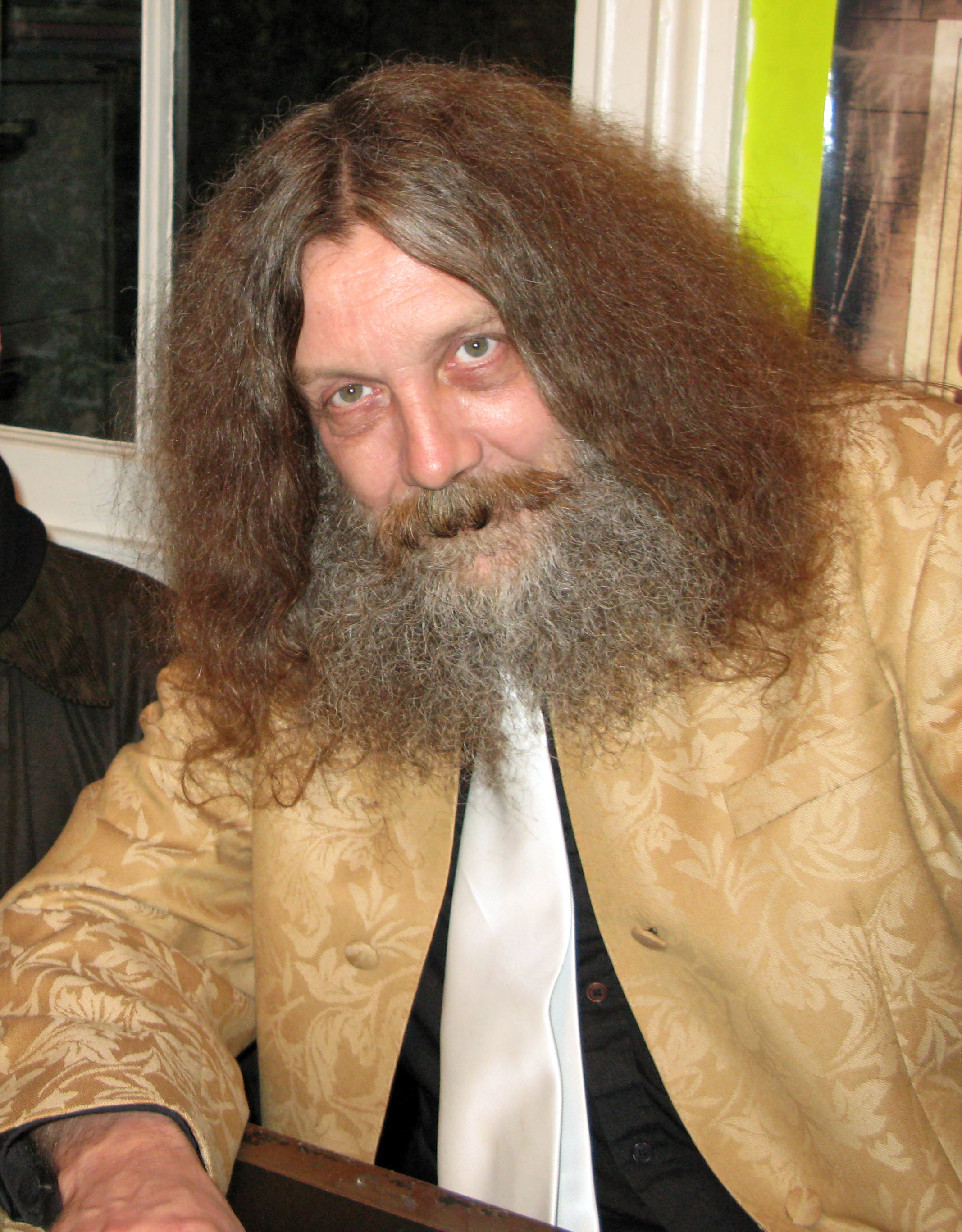
原作者アラン・ムーア (2008)。

アラン・ムーアは1980年代から2000年代にかけて米国コミックでもっとも影響力が高かった原作者で、確立された物語ジャンルを改作して新しい観点を提示することで定評がある。本作を含むクトゥルー連作が書かれた2010年代は、メジャーなコミック出版社に幻滅したムーアが、バッドガールものやスプラッター・ホラーを専門とするニッチな出版社アバター・プレスで活動していた時期だった。
ムーアは幼少期からH・P・ラヴクラフトに関心を持っており、初期の『スワンプシング』(1985) や後年の「リーグ・オブ・エクストラオーディナリー・ジェントルメン」(1999-2019) シリーズでオマージュがある。ムーアは1990年代に、ラヴクラフトの連作詩「ユゴスより来たるもの」を下敷きにした散文のアンソロジー「ユゴス・カルチャーズ」を構想した。この連作は原稿の紛失によって完成に至らなかったが、一部が短編小説「中庭」(1994)として発表された。擬古的な模作に陥らないよう現代的な設定が選ばれ、ラヴクラフトの人種差別性や女性嫌悪を批評的に扱った作品だった。このアプローチに手ごたえを感じていたムーアは、2003年に「中庭」がアバター・プレスからコミック化されたのを機に同作のテーマをさらに発展させることにした。2011年に発表された全4号のコミック『ネオノミコン』は、ラヴクラフトが作品によって予言していた邪神クトゥルーが、主人公女性のレイプと妊娠を通じて現代の地球に誕生するというストーリーだった。その後ムーアは、物質主義者であるはずのラヴクラフトがなぜ超常的な世界を幻視していたかという謎がまだ語られていないことに気づき、シリーズ最終となる今作では時代をさかのぼってラヴクラフトの人間性や創作の過程に焦点を当てた。

#### ラヴクラフト研究との関わり

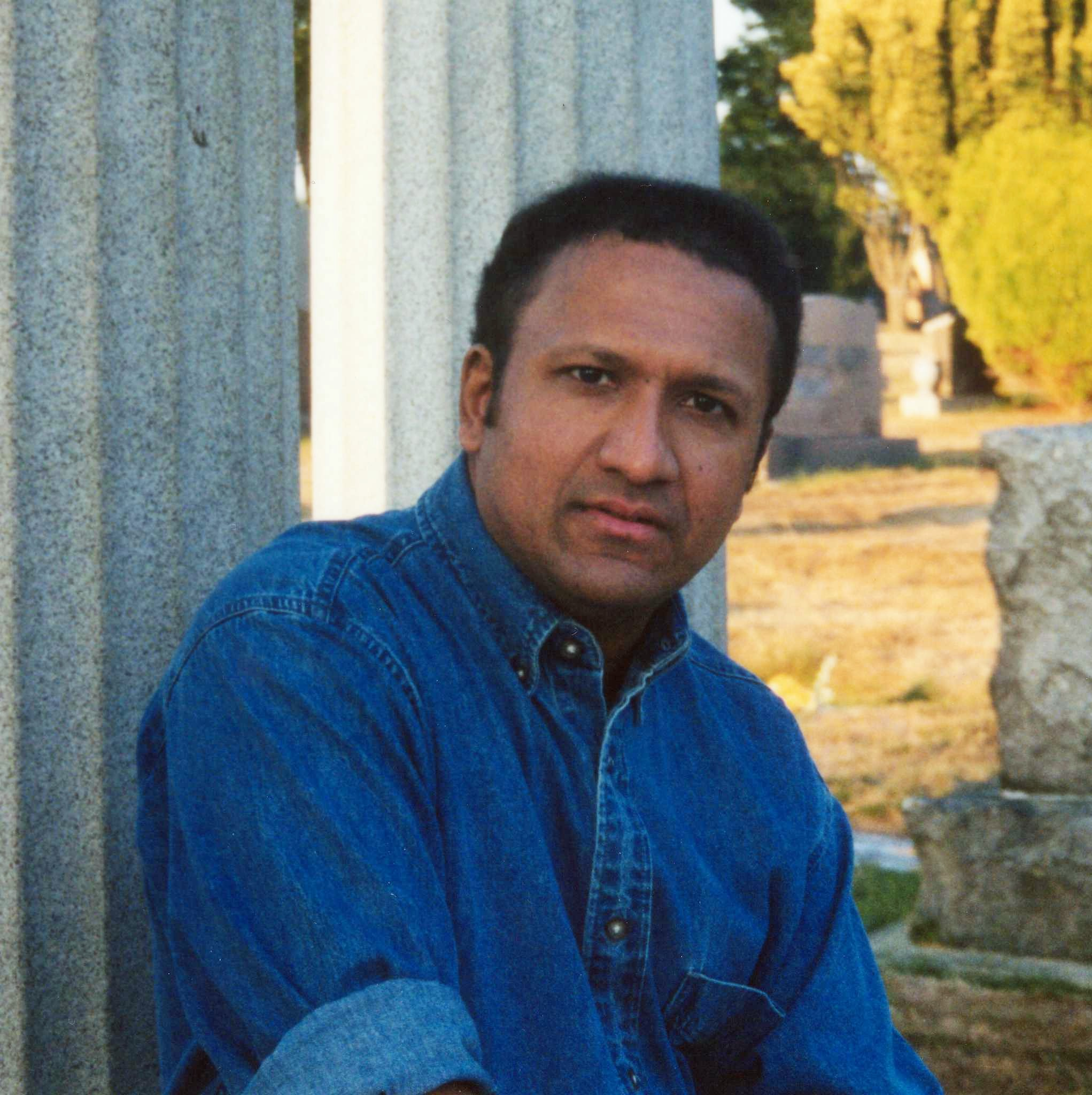
H・P・ラヴクラフト研究家S・T・ヨシ（写真）は本作の最終章に解説役として登場している。

「クトゥルー神話」の祖として後世に巨大な影響を与えたラヴクラフトは文学の本流からは黙殺されてきたが、時代とともに再評価が進み、2000年代には盛んにカルチュラル・スタディーズの研究対象にされるようになった。ムーアは本作のため、数年にわたって手に入る限りのラヴクラフト研究書を読破した。高校をドロップアウトしてから自己流で創作を続けてきたムーアにとって、文学研究の価値を初めて認識する経験でもあった。特にアイディアの源になった書籍としては、グレアム・ハーマンが哲学の思弁的実在論をラヴクラフトに適用した Weird Realism: Lovecraft and Philosophy (2012) や、S・T・ヨシによる評伝 Lovecraft And The Decline Of The West (1990) が挙げられている。逆に賛成できなかったのはミシェル・ウエルベックの評伝『H・P・ラヴクラフト 世界と人生に抗って』(1991) である。同書は人間嫌いのペシミストという一面を強調していたが、ムーアが見るラヴクラフトは、自身の神経症を誇張する一方で故郷と友人を愛する温かい人物だった。

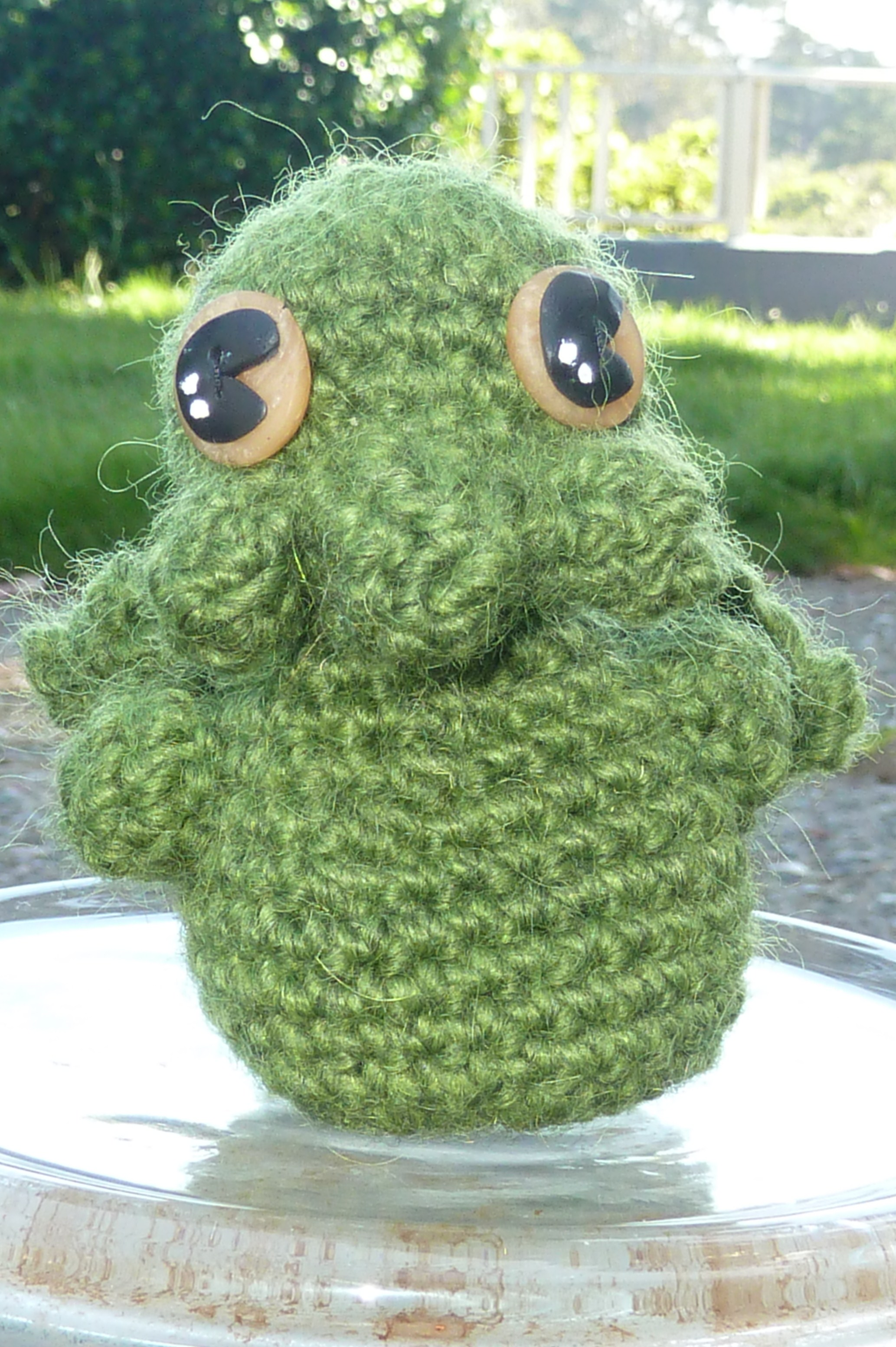
ムーアはクトゥルー神話の商品化に関して、ラヴクラフト作品の「本当に恐ろしい部分、本当に不安にさせる部分」に注意を向け直す必要があると述べている。

ムーアは現代のクトゥルー神話創作が時代遅れになったラヴクラフト観に基づいていると考え、最新の知見を取り入れた究極のラヴクラフト作品を作ろうと考えた。ムーアによるとラヴクラフトが描いていたのは、「クトゥルフの呼び声」の冒頭文が象徴するように、科学の進歩によってこの世が旧来の世界観では把握しきれないほど複雑になったことと、その複雑さから逃走しようとする衝動についてだった。ムーアはこのテーマには今日にも通用する予見性があったと述べている。

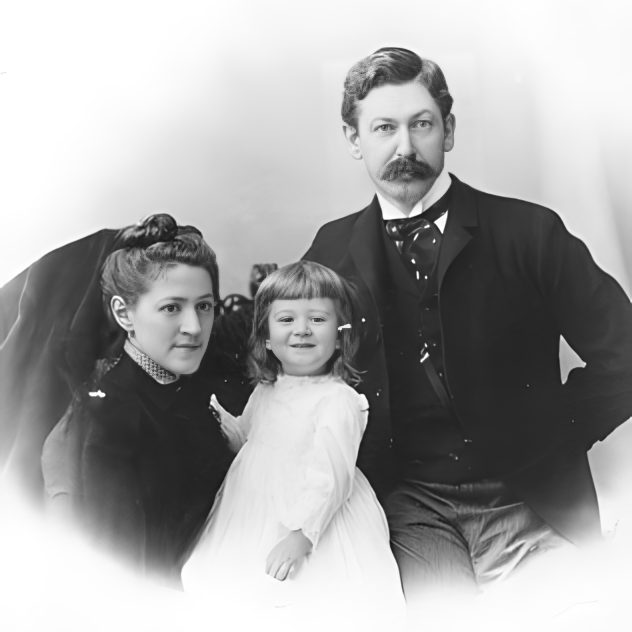
H・P・ラヴクラフト（中央、1892）は幼いころ女児の服を着せられることがあった。この写真は作中（第10章）で模写されている。

精神科医で文芸批評家のディルク・W・モジグはラヴクラフトの作品全てが一つの大きな小説（ハイパーノベル）を構成しているという説を唱えた。ムーアはこのアイディアを取り入れた。ラヴクラフト作品の多くは舞台となる時代や地域が重なっており、ムーアはそれらの登場人物や事件の間のつながりを考えていった。ただしそれは、ラヴクラフトの追随者が行ったような神話の体系化とは目指す方向が異なっていた。ラヴクラフトの作品群を伝記的事実や第一次世界大戦後の不安定なアメリカ社会という文脈の中に位置づけるのがムーアの狙いだった。物語の時代は1919年と決められた。ムーアによるとこの年は後世の人間がイメージするラヴクラフトが完成する直前であり、クトゥルーの創作や、ロバート・E・ハワードやクラーク・アシュトン・スミスらとの親交はまだ先のことだった。同時に米国政治史の観点からも興味深い時期で、女性参政権運動や禁酒法施行の前夜だった。ムーアはこの時代設定により「現代アメリカと現代的なアメリカン・ホラー」の誕生を描こうとした。

#### 社会的少数者の扱い
ムーアはラヴクラフトの独自性が、当時の米国社会が持っていた集団的な恐怖を感じ取っていたところにあると述べている。
ラヴクラフトの作品や信条を生み出したのは、この世のものならぬ怪異への恐怖などではなく、現代世界で起きている権力関係や価値観の推移を何より恐れる白人・中産階級・異性愛者・プロテスタント系・男性のそれにほかならない。—アラン・ムーア
ラヴクラフトは自分が社会的アウトサイダーだと考えることを好んでいたが、実際にはWASPの異性愛男性というマジョリティに属しており、外の集団への偏見を持っていた。ムーアの言によれば、ラヴクラフトは新しく馴染みのない外部からの影響に苛立つ、まぎれもない社会的インサイダーだった。ムーアはラヴクラフトが持っていた恐怖が現代人の思考様式と地続きにつながっており、現代社会のジレンマを理解する鍵になると考えた。
ラヴクラフトの人種差別は愛好家や研究者の間ではよく知られている。それを理由とした批判の高まりにより、2016年には世界幻想文学大賞のトロフィーがラヴクラフトの胸像から別のデザインに変更されている。しかしポップカルチャー（特にコミック）でラヴクラフト本人が取り上げられるときにはその要素が無視されるか、逆に戯画的に誇張されて時代背景が欠落することが多い。ラヴクラフトが生きていたのは、移民の増大により排外主義が高まり、科学的人種主義が力を持ち、有色人種や同性愛者への差別が法で認められていた時代の米国だった。ムーアはそれらの要素を作品に取り入れた。その一方で、ラヴクラフトの「アウトサイダー」という自己像を相対化するため、本作の視点人物であるロバート・ブラックはゲイ男性のユダヤ人に設定された。

### 作画

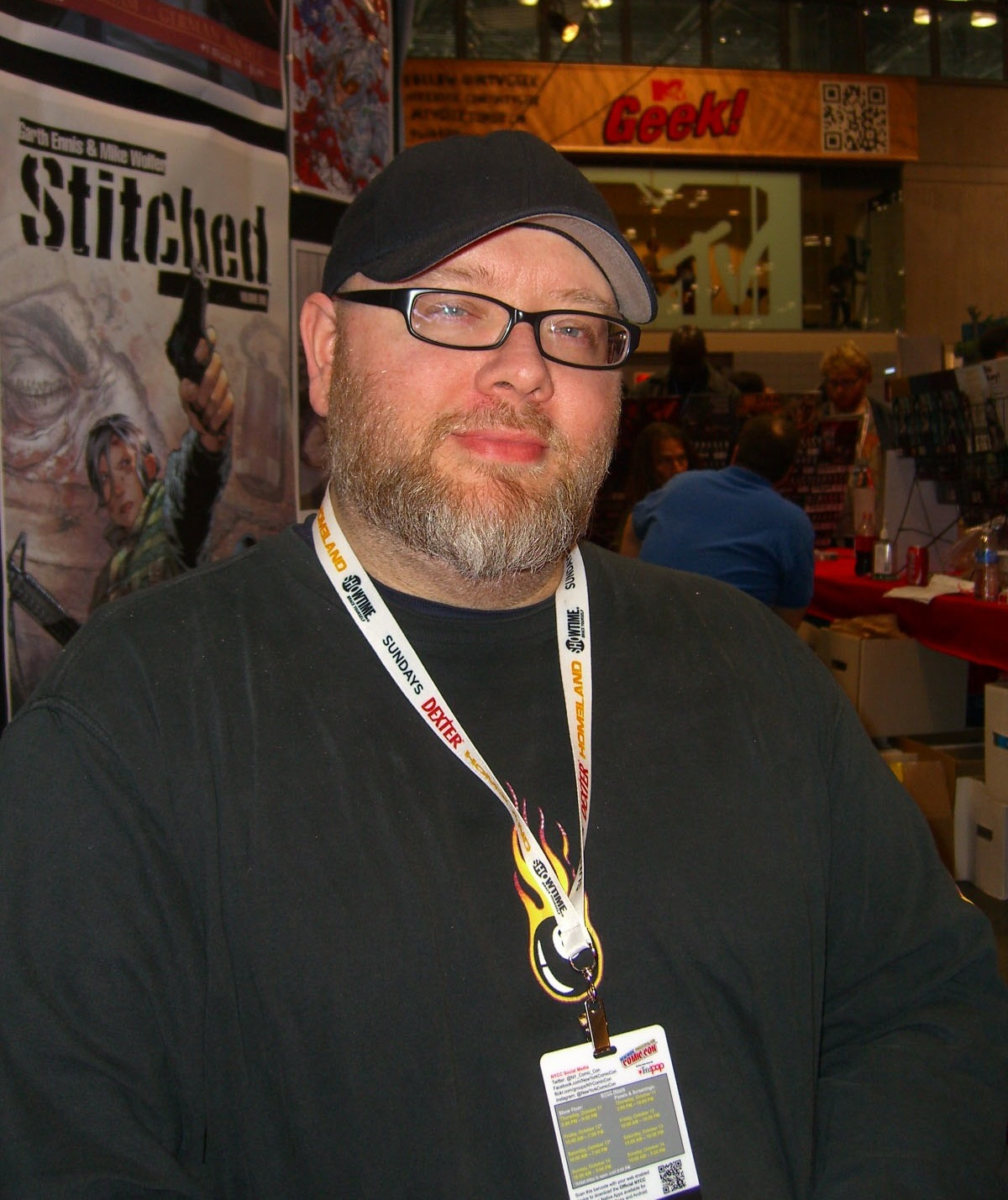
作画家ジェイセン・バロウズ (2012)。

ジェイセン・バロウズは2002年からもっぱらアバターで活動してきた作画家で、欧州流のリーニュクレールに近い明瞭な描線でゴアやセックス、食人を描いてきた。バロウズにとってムーアは伝説的な原作者で、小説「中庭」のコミック化を手掛けた時点では「アラン・ムーアの本に関われるチャンスはこれが最後だろう」と考えていた。しかしムーアによって「ネオノミコン」や本作の共作者に指名され、それらが自身の代表作になった。ムーアの原作スクリプトは極めて長大かつ詳細なことで悪名高く、バロウズのキャリアの中で最も困難な仕事となった。後に振り返ってほんとうに疲れる仕事だった。終わったときは大学を卒業したような気がしたと述べている。

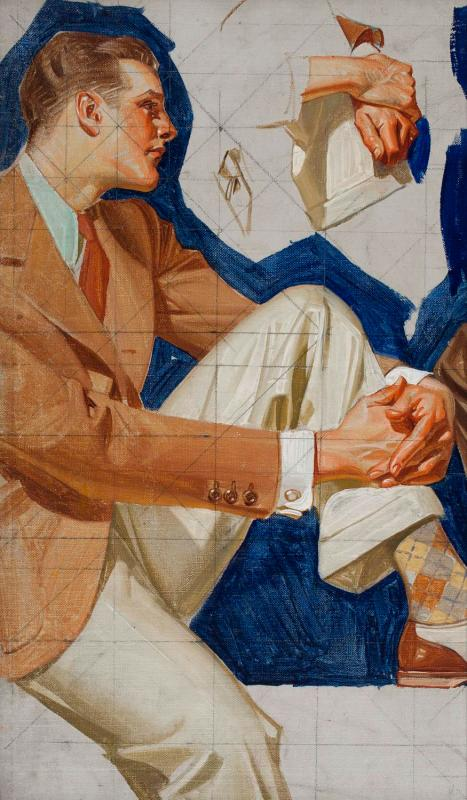
当時の社会風俗を描いたJ・C・ライエンデッカーのイラストレーション（図は1920年ごろの作品）は登場人物のモチーフにされた。

バロウズはムーアの流儀にならって時代考証を徹底し、原作のビジョンを可能な限り紙上に再現しようとした。ムーアは歴史上の米国の描写にまったく違和感を持たせないことにこだわった。ムーアの考えでは、現代の読者にとってラヴクラフト作品が古めかしく大仰に感じられるとしても、ラヴクラフト自身はリアリズムを志向していた。ありえないような怪奇が執筆当時のリアルな現代世界に出現する、その落差が恐怖の源となっているのだという。本作の作画では小道具や衣装のほか風景に至るまで入念な考証が行われており、2ページほどの背景に登場する建物一つのために300枚以上の資料画像が用意されることもあった。新聞が描かれるシーンではその日の実際の紙面が再現されており、登場人物の足取りも当時の地図を用いて細かく決められている。バロウズはムーアが提供した資料のほかファッション本などの文献を収集したが、第一次世界大戦と「狂騒の20年代」に挟まれた1919年は文化的に注目度が低く、資料は数少なかった。バロウズは自治体や図書館のアーカイブサイトを活用した。『ボードウォーク・エンパイア』、『ワンス・アポン・ア・タイム・イン・アメリカ』、チャップリン映画のような時代物の映像作品は当時の空気を想像するのに役立った。
ラヴクラフトは怪物や怪異を具体的に描写する代わりに「名状しがたい」という表現を多用していた。ムーアはそれが異化効果を狙った意図的な技法であると考え、邪神クトゥルーを「触手を持った怪物」として絵にすることはラヴクラフトの原典と相容れないと主張した。「絵に描けないものを絵にしろ」というのはバロウズにとって困難な注文だった。バロウズは自身の長所がすっきりした描線とディテールの明瞭さにあると考えており、スタイルの一貫性を保つため、抽象的な表現に頼ることはしなかった。その代わり怪物の質感の異様さを強調するなど、克明に描きながらも全容を把握できないようにした。怪物の作画では映画『遊星からの物体X』やTRPGからファンアートまで幅広い先行作品が参考にされたが、怪奇画家では特にバーニー・ライトソン（スワンプシング）、マイク・ミニョーラ（ヘルボーイ）、ズジスワフ・ベクシンスキーなどの名が挙げられている。

### 刊行の経緯
2015年5月、アバター・プレスから全12号の月刊シリーズとして発刊された。通常版のほか、表紙違いの版が複数制作された。その中にはラヴクラフト作品に登場する超常存在を表紙の題材にした「パンテオン」版や、女性キャラクターを描いた「ウィメン・オブ・HPL」版などがある。第1号はダイヤモンド・コミックス・ディストリビューター取次によるコミックブック月間セールスランキングで130位を占め、その後も小出版社の長期シリーズとしては良好な売り上げを示した。最終第12号は2017年4月に発行された。コミックブック版を4号ずつ収録した全3巻の単行本がある。2021年、全1巻の「コンペンディウム」版単行本がKickstarterを通じたクラウドファンディングによって刊行された。
2017年7月にはアバターからジェイセン・バロウズの設定画などを集めた書籍 Dreadful Beauty: Art of Providence が出た。2021年4月には複数の作画家によるトリビュート画集 Nightmares Of Providence が白黒64ページのコミックブックとして刊行された。

## 作風とテーマ

### 構成
第1号から第10号までは過去（1919年）が舞台となっており、主人公ロバート・ブラックの遍歴とH・P・ラヴクラフトとの出会いが描かれる。第11号ではブラックの物語が一段落し、ラヴクラフト作品が世界的に受容されるまでを概観しながら前作『ネオノミコン』の時代（2006年）に至る。第12号はシリーズ全体の結末として、『ネオノミコン』で予告されたクトゥルーの誕生と、それによる世界の新生を描いている。

#### コマ割り
ムーアは格子状の定型的なコマ割りを特徴とする原作者である。「中庭」では各ページが縦長2コマに等分されており、『ネオノミコン』と『プロビデンス』では縦に積み重ねられた横長4コマが基本とされた。横長のコマは人物を配置するのが難しく、またムーアの脚本はコマごとの情報量が多かったため、バロウズは構図の腕を試されることになった。英文学者クレイグ・フィッシャーによると、横長のコマには登場人物の全体を収めることはできず、建築や自然物のディテールがコマの周縁を埋めることになる。フィッシャーはこの構図が人間の存在の矮小さや、人間の知覚の辺縁に存在する恐怖というラヴクラフトのテーマに適していたと書いている。
コミック研究者ティエリ・グルンステンは、定型的なコマ割りは物語の基本的なビートを規定し、さらにそこからの破調を表現する上で利点があると述べている。マシュー・グリーンの考察によると、ムーアはコマ割りの変調を用いてメタ的な効果を作り出している。毎号の冒頭が1ページ全体の大ゴマになっているのは、物語の進行を中断して舞台世界そのものを熟視するよう促す効果がある。主人公のブラックが地下や夢世界に移動するシーンではコマ割りが横長から縦長に変化し、表現されているリアリティのレベルが変わったことを暗示する。世界そのものがダイナミックに変化する最終号ではコマ割りのバリエーションが増えている。

#### 文章ページ
ムーア作品でよくあるように、第10号までの各号には巻末に文章のページが設けられている。『ウォッチメン』などでは作中世界の新聞記事や書籍のような多様なテクストが載せられていたが、本作では主人公ブラックが日々記録した備忘録からの抜粋が主体である。そのほかブラックが収集したパンフレットや写本などの文献資料、また構想中の小説の下書きも載っている。そこにはコミック本編ではあまり本音を見せないブラックの人間性が現れており、物語に重層性が生まれている。マシュー・キルシェンブラットは文章パートが単独で優れたモダニズムの日記体小説として読めると述べている。
Maciej Sulmickiは本作のリアルな作画が史実を忠実に反映していることを指摘して、「客観的」なビジュアル表現と主観的な文章との対比が解釈の上で重要だと書いている。多くの場面では、コミック本編で超常現象が起きたことが示されていても、ブラックの備忘録はそれに合理的な説明をつけて異常性を見過ごしている。このように、物語の語り手が理解している以上の恐ろしい真相を読者に感得させる構成は、作家ロバート・ブロックによると原典のラヴクラフト作品の特徴の一つである。

### テーマ

#### 性とクィア性
ラヴクラフトは自身の作品から性やエロティシズムを排除していた。一方でムーアには、性を抑圧すると心的なエネルギーが代わりに暴力に向かうという持論があった。ザカリー・ラトリッジの批評によると、ムーアはこの説をラヴクラフト作品に当てはめ、抑圧された暴力的な性的要素が存在することを明らかにしている。ラヴクラフトの「ダンウィッチの怪」では女性がヨグ＝ソトースと呼ばれる神との間に子どもを作るが、その女性の人間性が深く描かれることはない。本作の第4章はこのエピソードを語り直すにあたって、女性が同意なしに妊娠させられた経緯や、それによるトラウマに焦点を当てている。「戸口にあらわれたもの」には他者の肉体に意識を移すことができる人物が登場するが、本作第6章ではその人物が行うレイプを通じて肉体を奪われる恐怖が強調され、原典でも性的同意のない性交が行われていたことが浮き彫りにされる。ラトリッジによると、ムーアは現在ではミソジニーとみなされるこれらの要素を正面から取り上げることで現代的なホラーを構築している。
ライターのデイヴ・ウィテカーは本作が「クィア文化史」という隠れたテーマを持っていると書いた。ムーアは本作以前から長年にわたって同性愛を支持してきた。1988年には英国の反同性愛的な法案に抗議する詩「ミラー・オブ・ラブ」を発表し、同性愛を含む古代文化がキリスト教によってタブー視されてオカルトとなった歴史を物語っている。ウィテカーは本作でムーアが、同性愛についての歴史的な視座を現代の多様性と両立させ、さらに20世紀初頭の保守思想に影響されていたラヴクラフト作品と違和感なくつなぎ合わせたと書いている。本作の登場人物が緑のネクタイや赤のボウタイを着用するのはムーアが当時のゲイ文化を調査して知った習慣で、暗黙のうちに性的指向を伝え合うためのサインである（その意味は読者に明示されない）。主人公のロバート・ブラックは作中で複数のゲイ男性と水面下で性的な誘いをかけ合っており、第9号で初めてあからさまに性行為を行う。しかしその直後に、友人になったばかりのH・P・ラヴクラフトの同性愛嫌悪を知ってしまう。そこで読者はブラックが何を恐れ、何から隠れてきたのか知ることになる。

#### 社会批評
文学者ジャクソン・エアーズは本シリーズについてそこで描かれる暴力と荒廃感には、ムーアが考える現代文化の恐るべき実相が込められていると書いた。エアーズによるとムーアはラヴクラフトの人種差別性や女性嫌悪、セクシュアリティ観を掘り起こすことにより、パルプ小説からその後の米国コミックに受け継がれたイデオロギーを批評的に描き出している。

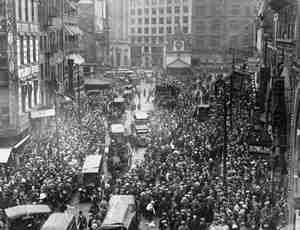
作中のブラックがボストン滞在中に遭遇する警察ストライキ (1919)。

マシュー・グリーンは本作のキャラクターやストーリーがラヴクラフトの作品世界だけでなく現実世界と強く関係づけられており、そこに文化は願望と想像力から生まれ、物質的な世界と分かちがたく結びついているというムーアの信条が込められていると論じた。作中で人類の世界を転覆させたステラ・サピエンテ結社は主に老齢の白人男性からなり、遺伝的・知的に劣っていると見なされた成員を切り捨てたり、女性や子ども、有色人種を道具として利用する。それが米国の歴史や社会の縮図だという指摘がある。ラヴクラフトの「ピックマンのモデル」は芸術とその解釈を題材にした作品だが、ムーアの翻案では、1919年のボストン警察ストライキという原典になかった政治的要素が取り込まれている。これはラヴクラフトの反共思想への批評とも、2010年代現在の政治的言説への批評とも受け取れる。
本作の刊行期間は2016年の米大統領選とほぼ重なっており、当時の政治情勢が内容に反映されていると見られることがある。本作の結末では人間の現実というもろい構築物が取り払われ、世界は混沌とした非理性的な姿を現す。作中人物たちは現実の変容をプロビデンス（→摂理）として受容する。エアーズはそこに、ムーアが批判している英国保守党長期政権やドナルド・トランプのような政治家の扇動が永続的な影響をもたらすことへの懸念を読み取っている。
ライターのマシュー・キルシェンブラットは本作を批評するにあたって「20世紀末から21世紀の初めにかけて情報の流通が増大し、人間社会が一つの転換点を迎えた」というムーアの発言を引用している。キルシェンブラットによると本作が描いているのは、テレビ、インターネット、コミックのようなポピュラーなメディアの登場によって瑣末な情報が蔓延し、批判的思考が行われなくなることの恐怖である。同様にマシュー・グリーンは、クトゥルー神話の世界が人間の現実に打ち勝った理由が「それが世界の真相だったから」ではなく「より強いフィクションだったから」である点に、排外主義的な言説が隆盛している状況への批評を見ている。

#### 魔術と創作論
この宇宙がすべて頭の中で構築されたものだというのは単なる事実だ。我々は現実に直接向き合っているわけではない。網膜や、耳の鼓室や、神経終末で起きていることを元にして現実の絵を作り上げているだけだ。我々は知覚そのものを知覚する。その知覚が我々にとって宇宙のすべてだ。私が信じる魔術とは、あるレベルで言えば、その知覚を意図的に作り変える試みのことだ。—アラン・ムーア（2013年）
アラン・ムーアは魔術師を自称する神秘主義者である。「芸術とは魔術の一形態であって、芸術家は古代社会のシャーマンのように現実に力をおよぼすことができる」というムーアの主張は良く知られている。ラヴクラフトの表現によって世界が変容するという本作のストーリーはミームが物の見方を変える力を持つことを表しており、ムーアが魔術と呼ぶのはその種の力である。マシュー・グリーンはムーアが本作でこの考えをさらに推し進め、「魔術」の成立に芸術のみならず人文学や文芸評論、文献学、アーカイブが果たす役割に光を当てたと書いている。

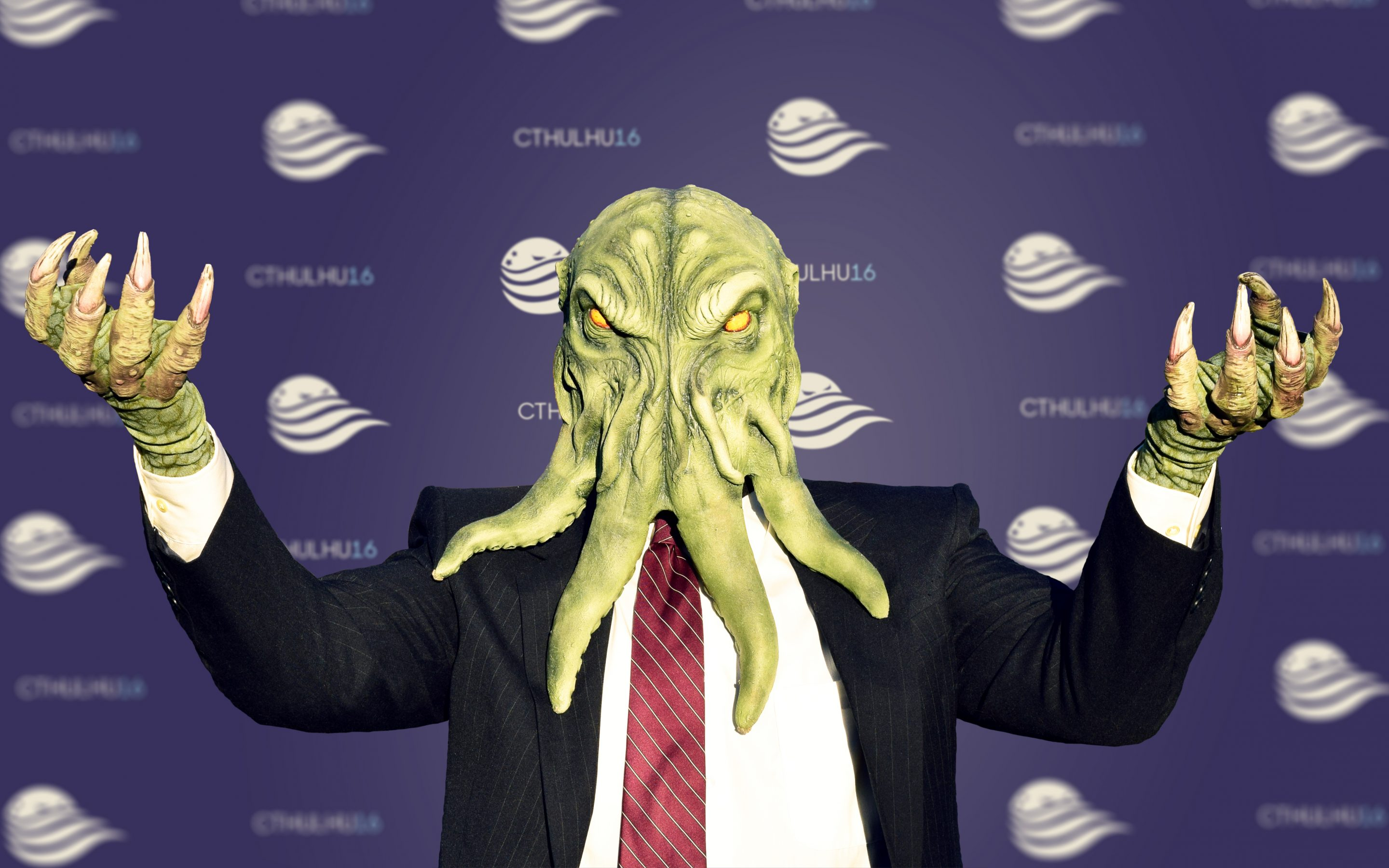
2016年の米大統領選では「クトゥルーを大統領に」という言説が見られた。

本作の第11章がメタフィクションとして描いているように、ラヴクラフトの創作は一部のオカルト研究家から真実を捉えたものと受け取られている。英国の神秘学者ケネス・グラントはラヴクラフトが夢を通じて神秘的な存在から啓示を受けていたと主張した。1970年代に勃興した混沌魔術はフィクションと現実の間に明確な区別を認めておらず、クトゥルーやヨグ＝ソトースといった創作上の神々は実際に交信可能だとしている。ムーアは無神論者だったラヴクラフトをオカルトと関係づける言説には否定的であり、「アストラルなコスプレにすぎない」「魔術的な重要性はない」とコメントしている。しかしジェイク・ポーラーの説明によると、そのようにフィクションが人間の想像力に組み込まれて現実という味気ないフィクションを覆す力を持つことこそ、ムーアのいう魔術そのものである。

#### 旧作との関係
ムーアは本作でいくつかの過去作と同じアプローチを用いたと述べている。ホラーのような現実離れしたジャンルを可能な限りリアルな背景世界に置く手法は、1980年代にスーパーヒーロー・ジャンルを再定義した『ウォッチメン』(1986) と同じだという。米国産ホラーの脱構築を通じて米国の文化や社会を描き出す試みとしては、『スワンプシング』誌の長編ストーリー「アメリカン・ゴシック」(1985) が先行している。徹底した考証によって歴史上の一時代を再現する点は『フロム・ヘル』(1989) に通じている。

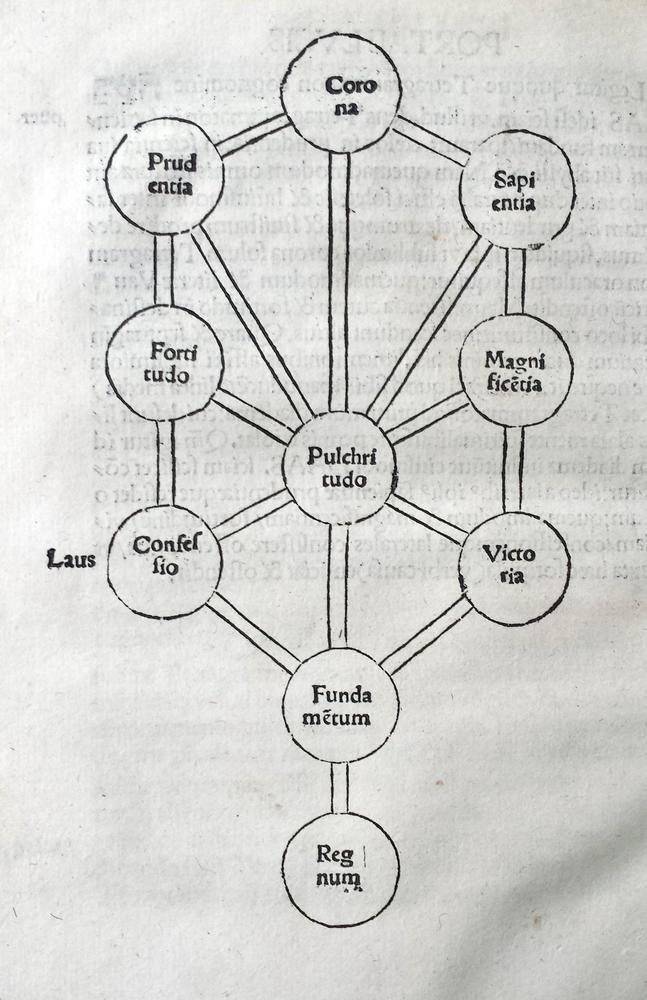
ラヴクラフト神話の神ヨグ＝ソトースは本作において、カバラの思想を象徴するセフィロトの形をとって現れる。

研究者M. Cecilia Marchetto Santorunは、ムーアのクトゥルー連作が、過去に『プロメテア』(1999) などで取り組んだ「創作の力」のテーマを逆方向から描いているとした。『プロメテア』の主人公は、想像力を通じて人間の精神を解放し、永遠なるものと一体化させることで古い世界に終わりをもたらす存在だった。本作では逆に崇高なものを想像することの危うさが描かれている。作中に登場するカルト集団は、乱交や異種間性交に耽る中で世界を破滅させる邪神クトゥルーを生み出してしまう。Santorunはそれが、ユートピア的な自由と精神の解放を謳っていたカウンターカルチャー運動の陰画だと指摘している（この運動はムーア自身の人格形成にも大きな影響を与えていた）。クトゥルーによる「世界の終わり」は堕落した抑圧的な世界からの解放という面も持っているが、その後に来るのはあらゆる意味が完全に失われた世界でしかない。クレイグ・フィッシャーも本作を『プロメテア』と対比させている。『プロメテア』は本質的に善良な世界の物語であり、「セフィロト」に象徴される精神の探求を通じて自己を超越した平安に到達することができた。『プロビデンス』はそのアンチテーゼであり、同じセフィロトから他者を侵害する邪悪な力が引き出される。
クレイグ・フィッシャーは、本作がムーア自身のキャリアをメタ的に総括したものだという見方を示している。ムーアは他者による自作の翻案を好んでおらず、それが理由で大手出版社と長きにわたって衝突を繰り返してきた。また出版社側に立つファンとも対立してきた。ムーアは年月とともにコミック界への批判を強めていき、2019年には公式にコミック原作から引退した。本作は最後の時期に書かれたコミック作品の一つであり、フィッシャーの説ではムーアは作中のラヴクラフトに自らのコミック作家としての業績を仮託している。マシュー・キルシェンブラットもまた、登場人物がすべてをあきらめて「本」を破り捨てる結末がムーアの絶筆を象徴している可能性に言及している。さらに『ウォッチメン』などの過去作と同じく結末には複数の意味付けがありうるとも述べている。非人間的な世界の勝利と自由意志の消失は解釈の一つであるが、反抗の手段が記された紙片が新しい世界の無意識の中に沈み、いつか再浮上するという解釈も許されている。

## 社会的評価
本作はレビュー収集サイトのコミックブック・ラウンドアップにおいて批評家から9.3点、一般読者から9.4点（10点満点）の評価を与えられている。単行本第1巻は2016年にホラー作品を対象とするブラム・ストーカー賞のグラフィックノベル部門にノミネートされた。批評家トム・シャピラは評論誌『コミックス・ジャーナル』のサイトで、本作は読むのに予備知識を必要とする欠点があるにもかかわらず2010年代のベスト級だと書いている。
愛好者の国際団体であるH・P・ラヴクラフト歴史協会は徹底した調査に基づいており、ラヴクラフトの作品群を初めて読み返すような気にさせてくれるとしている。岡和田晃は日本の幻想小説誌における書評でパロディというよりも根本からの語り直しにまで踏み込んでいると書いている。特に「ピックマンのモデル」を下敷きにした第7章は同作のアダプテーションでは有数の説得力を持つとした。デイヴ・ウィテカーはコミック研究サイトセクアートに寄せた書評で、本作がラヴクラフトの原典と同じく「もしこれが事実だったら？」と思うことで、恐怖、知覚の高揚、喜び、知識欲が掻き立てられるとしている。さらにラヴクラフト作品に欠けていた感情と性の要素が取り入れられていると書いている。
トム・シャピラは書籍 Lovecraft in the 21st Century（→21世紀のラヴクラフト）において、本作がラヴクラフトの人間性や癖を正確に再現していると述べた。さらに、ラヴクラフトや周辺の作家が互いを自作の登場人物としてフィクション化していたことを踏まえて、虚実取り混ぜたストーリーによって「単純な伝記よりも実在のラヴクラフトに近いと感じられる」人物像を作り出したと評価した。文学者スティーヴ・コルベイユは2023年に、米国のクトゥルー神話創作ではラヴクラフトや周辺作家の人種差別、女性嫌悪、同性愛嫌悪を批評的に乗り越える試みが増えていると述べ、その好例として本作を挙げた。
H・P・ラヴクラフト歴史協会のレビュアーは序盤の静かな展開を表向きはほとんど何も起きていないにもかかわらず、精密な機構のように徐々に緊張が高まっていく巧緻のストーリーテリングと評した。英国の一般紙『ガーディアン』はホラー要素が日常風景の中にさりげなく埋め込まれている点を称賛し、単に神経に触るというだけでなく、本当の衝撃を与えるとした。
コミックブックメディアのブリーディング・クールは、ハリウッド映画のホラーがジャンプスケアから気を取り直して怪物を倒すという定式に則っているのに対して、本作は失敗、不能、無力感、破滅に屈したことの甘受を描く真のホラーだと評した。ジェラード・ギブソンはホラー文芸の研究誌に書いた書評で、ポップカルチャーの型に沿った壮大な世界の破滅の代わりに選ばれた悲惨な結末は、人間存在が無価値なものとされるラヴクラフトの世界をよく表現していると述べた。さらに、幅広いジャンルにホラーの要素が浸透した現代の目で見てもなお独創的で純粋な恐ろしさを感じさせるホラーを作り出した重要な作品だと評した。
ジェイセン・バロウズのアートに対するファンの評価は様々で、端正な画風が好まれることもあれば、勢いのなさを批判されることもある。クレイグ・フィッシャーは『コミックス・ジャーナル』において、静かな展開から突然恐るべき怪奇が出現するストーリーにはバロウズの平静で写実的な画風が合っていると書いている。ほかの書評でもジェイセン・バロウズの正確な輪郭画やディテールの妙は高く評価されている。ジョー・リントンとロバート・ディリーは本作の作画の特徴として「主流の米国コミックのように体形を誇張しない、リアルでバリエーションに富んだ人体と顔立ち」、「動きを表現する効果線の不採用」、「セリフに頼らずパースの移動や消失線を利用して視線を誘導する手法」を挙げ、優れた空間感覚を特に称賛している。

## 単行本
英語版単行本には以下がある。いずれもアバター・プレス刊。
- Providence Act 1 Limited Edition Hardcover（第1–4号収録、160ページ、2016年5月、ISBN 9781592912810）
- Providence Act 2 Limited Edition Hardcover（第5–8号収録、176ページ、2017年6月、ISBN 9781592912926）
- Providence Act 3 Limited Edition Hardcover（第9–12号収録、144ページ、2017年9月、ISBN 9781592912933）
- Providence Compendium（全号収録、480ページ、2021年、ISBN 9781592913398）

国書刊行会から日本語版が刊行されている。シリーズ全4巻の第1巻は前作『ネオノミコン』と『中庭』からなり、残る3巻に本作「プロビデンス」が4話ずつ収録されている。翻訳は柳下毅一郎による。
- 〈ネオノミコン〉シリーズ第1巻『ネオノミコン』（184ページ、ハードカバー、2021年10月、ISBN 978-4-336-07268-9）[98]
- 〈ネオノミコン〉シリーズ第2巻『プロビデンス Act1』（172ページ、ハードカバー、2022年11月、ISBN 978-4-336-07269-6）[99]
- 〈ネオノミコン〉シリーズ第3巻『プロビデンス Act2』（180ページ、ハードカバー、2023年5月、ISBN 978-4-336-07270-2）[100]
- 〈ネオノミコン〉シリーズ第4巻『プロビデンス Act3』（168ページ、ハードカバー、2024年7月、ISBN 978-4-336-07271-9）[101]